# لمفومة تائية الخلية
تُعد اللمفوما تائية الخلايا شكلًا نادرًا من اللمفومات التي تصيب الخلايا التائية. تنشأ الأورام اللمفاوية بصورة رئيسية من تكاثر الخلايا التائية تكاثرًا غير مضبوط، وقد تصبح سرطانية.
تُصنف اللمفوما تائية الخلايا ضمن فئة اللمفومات اللاهودجكنية (إن إتش إل) وتمثل أقل من 15% من جميع الأمراض اللاهودجكنية في هذه الفئة. غالبًا ما تُصنف اللمفومات التائية بناءً على أنماط نموها إما؛ عدوانية (سريعة النمو) أو بطيئة (بطيئة النمو). مع أن سبب حدوثها غير محسوم بعد، ارتبطت اللمفوما التائية بالعديد من عوامل الخطر والفيروسات مثل فيروس إيبشتاين-بار (إي بي في) وفيروس تي اللمفاوي البشري من النوع الأول (إتش تي إل في 1).
قد يختلف إنذار اللمفوما تائية الخلايا وعلاجها اختلافًا كبيرًا بناءً على نوعها المحدد وأنماط نموها. نظرًا إلى ندرتها وتنوعها الكبير بين الأنواع الفرعية المختلفة، يُعد إنذارها أسوأ بكثير من الآفات اللمفومية اللاهودجكنية الأخرى. غالبًا ما يشابه علاجها علاج الأورام اللمفاوية اللاهودجكنية الأخرى مع علاجات إضافية تُعطى في مرحلة مبكرة وتتضمن العلاج الكيميائي و/أو الإشعاعي. كثيرًا ما تتنوع فعالية هذه العلاجات بين الأنواع الفرعية، علمًا أن النتائج العلاجية سيئة في معظم الحالات مع معدلات نكس عالية.

## الأنواع
توجد أنواع عديدة من اللمفومات التائية المختلفة في جوانب معينة مثل الأعراض ومعدل البقيا والإنذار. تعذر وضع تصنيف للمفوما تائية الخلايا بسبب ضعف فهمها بيولوجيًا. إن معظم التصنيفات أولية مع وجود العديد منها تحت عنوان «فئات مؤقتة» في تصنيف منظمة الصحة العالمية للأمراض.

### الأنواع الشائعة
- اللمفوما المحيطية تائية الخلايا، غير محددة بطريقة أخرى (PTCL-NOS): وهي أكثر أنواع اللمفومات التائية المحيطية (بّي تي سي إل) شيوعًا، وتشمل أنواع فرعية لا يمكن تصنيفها على أنها عقدية أو خارج عقدية أو ابيضاضية.

- لمفوما الخلايا التائية ذات الأرومات المناعية الوعائية (إيه آي تي إل): شكل عدواني من اللمفوما تائية الخلايا.
- اللمفوما الكشمية كبيرة الخلايا (إيه إل سي إل): تضم أربعة أنواع متميزة:
  - اللمفوما الكشمية كبيرة الخلايا إيجابية إيه إل كي: نوع عدواني وجهازي يُعبر فيه بشدة عن إنزيم اللمفوما الكشمية كيناز (إيه إل كي).
  - اللمفوما الكشمية كبيرة الخلايا سلبية إيه إل كي: نوع عدواني وجهازي لا يُعبر فيه عن إيه إل كي.
  - اللمفوما الجلدية الكشمية الأولية ذات الخلايا الكبيرة: نوع أقل عدوانية يتجلى عادةً على شكل أورام جلدية.
  - اللمفوما الكشمية كبيرة الخلايا المرتبطة بسرطان الثدي: نوع أقل عدوانية تسببه غرسات الثدي.
- لمفوما/ابيضاض الدم تائي الخلايا في البالغين (إيه تي إل): لمفوما تائية عدوانية، ومرتبطة بالفيروس القهقري الرنوي، وفيروس تي اللمفاوي البشري من النوع الأول (إتش تي إل في 1)
- النمط الأنفي من لمفوما الخلايا التائية/الخلايا القاتلة الطبيعية خارج العقدية (إيي إن كي تي إل): لمفوما تائية عدوانية، ترتبط عادةً بفيروس إيبشتاين-بار (إي بي في).
- اللمفوما تائية الخلايا الجلدية (سي تي سي إل): قد تكون بطيئة النمو أو عدوانية.
  - الفطار الفطراني.
  - متلازمة سيزاري.

### الأنواع النادرة
- اللمفوما تائية الخلايا تحت الجلدية الشبيهة بالتهاب السبلة الشحمية (إس بّي تي سي إل):
- لمفوما غاما-دلتا الجلدية تائية الخلايا (CGD-TCL)
- اضطرابات التكاثر اللمفاوي الجهازية تائية الخلايا إيجابية فيروس إيبشتاين-بار لدى الأطفال (EBVTCLD): مجموعة شديدة العدوانية مرتبطة بفيروس إيبشتاين-بار (إي بي في).
- اللمفوما تائية الخلايا المعوية الأولية
  - اللمفوما تائية الخلايا المرتبطة بالاعتلال المعوي (إي إيه تي إل).
  - اللمفوما تائية الخلايا المعوية الظهارية أحادية الشكل (إم إي ى ي تي إل).
- اللمفوما تائية الخلايا الكبدية الطحالية (إتش إس تي سي إل).

## الأعراض والعلامات
تمتد الاختلافات بين أنواع اللمفوما تائية الخلايا الفرعية لتشمل الخصائص السريرية وأعراض المرض مع اختلاف كل منها اختلافًا كبيرًا، ونتيجة لذلك، لا يوجد تقريبًا أي أعراض معروفة عالميًا تترافق مع جميع هذه الأنواع الفرعية.

### متلازمة البلعمة (إتش بّي إس)
ارتبطت متلازمة البلعمة بمعظم الأنواع الفرعية من اللمفوما تائية الخلايا، وتتميز عادة بالحمى، وانخفاض عدد اللمفاويات، وتضخم الكبد أو الطحال، واختلال وظائف الكبد. تشيع هذه الأعراض بصورة خاصة في الأنواع الفرعية من لمفوما الخلايا التائية خارج العقدية، التي تتطور خارج العقد اللمفية، وتشمل النمط الأنفي من لمفوما الخلايا التائية/الخلايا القاتلة الطبيعية خارج العقدية، واللمفوما تائية الخلايا الجلدية، إلخ.

### تورم الغدد اللمفاوية
عادةً ما تسبب اللمفوما التائية التي تنشأ من العقد اللمفاوية ظهور أعراض مثل تضخم الغدد اللمفاوية. لا يسبب التورم عمومًا أي ألم ويمكن الشعور به أو رؤيته على شكل كتل على سطح الجلد. غالبًا ما يتطور هذا العرض في الأنواع الفرعية من لمفوما الخلايا التائية العقدية، مثل اللمفوما التائية المحيطية.

### التهابات الجلد
قد تسبب اللمفوما التائية الأكزيما أو أعراضًا تشبه الطفح الجلدي، إذ تظهر بقع حمراء صغيرة حول الجلد. غالبًا ما تكون هذه البقع متهيجة وقد تبدو أفتح قليلًا مقارنة ببقية الجلد. تتطور أحيانًا كتل صغيرة قد تتمزق وتسبب فتح الطبقة السطحية للجلد. تشيع الالتهابات الجلدية في الأنواع الفرعية من اللمفوما التائية الجلدية.

## الأسباب
رغم عدم وجود سبب محدد لمعظم أنواع لمفومات الخلايا التائية، حُددت سلسلة من عوامل الخطر وقُرن وجودها بزيادة احتمالية الإصابة بالمرض.

## عوامل الخطر
التاريخ العائلي: رُبط وجود قصة خباثات مكونة للدم في عائلة الفرد بزيادة احتمالية ترافقها مع معظم أنواع اللمفومات التائية. يرتفع هذا الارتباط خاصة عند الأفراد الذين تبلغ أعمارهم 50 عامًا أو أقل. على أي حال، ما يزال هذا الارتباط مفترضًا، ما يعني أن الأبحاث التي تناولته لم تكن كافية أو حاسمة.
أمراض المناعة الذاتية: تُعد أمراض المناعة الذاتية عمومًا عامل خطر مرتبط باللمفومات اللاهودجكنية، مع وجود ارتباط بين الداء البطني وزيادة خطر الإصابة بأنواع فرعية من اللمفوما التائية خارج العقدية.
زراعة الأعضاء ومثبطات المناعة: تُعد عمليات زرع الأعضاء والعلاج المثبط للمناعة من عوامل الخطر المؤكدة لجميع اللمفومات اللاهودجكنية، بما فيها لمفوما الخلايا التائية. يرفع هذا العامل خطر الإصابة بلمفوما الخلايا التائية.
العوامل المُعدية: عُثر على رابط بين العديد من العوامل المُعدية وارتفاع خطر الإصابة بلمفوما الخلايا التائية؛ تضعف العوامل المعدية الوظيفة المناعية ما يسمح بتكوين الأورام اللمفاوية. يُذكر من بين هذه الفيروسات فيروس إيبشتاين-بار وفيروس إتش تي إل في 1، اللذان يمثلان عوامل خطر مثبتة.
يُعد فيروس إيبشتاين-بار فيروسًا شائعًا إلى حد كبير، إذ تعرض أكثر من 90% من الأفراد للفيروس في حياتهم. ارتبط إي بي في بصورة مستمرة بالعديد من اضطرابات التكاثر اللمفاوي التي تشمل اللمفومات تائية الخلايا، وأمراض التكاثر اللمفاوي المرتبطة بفيروس إبشتاين-بار، واللمفوما تائية الخلايا ذات الأرومات المناعية الوعائية (إيه آي تي إل)، والنمط الأنفي من لمفوما الخلايا التائية/الخلايا القاتلة الطبيعية خارج العقدية، واللمفوما المحيطية تائية الخلايا، غير المحددة بطريقة أخرى (PTCL، NOS).
يعد فيروس إتش تي إل في متوطنًا في مناطق مثل اليابان ومنطقة البحر الكاريبي، وارتبط بزيادة خطر الإصابة باللمفوما التائية مثل لمفوما/ابيضاض الدم تائي الخلايا في البالغين (إيه تي إل). يُعزى نحو 56% و78% من حالات إيه تي إل في اليابان ومنطقة البحر الكاريبي على التوالي إلى هذا الفيروس.

## الأنواع
- لمفوما تائية الخلايا خارجة العقدية
- لمفوما جلدية تائية الخلايا:
  - مرض سيزاري
  - فطار فطراني
- ورم الخلايا الكبيرة المتحولة الليمفاوي
- لمفوما تائية الخلايا ذات أرومات مناعية وعائية

## الانتشار
من بين جميع أنواع أورام الدم من نفس الفئة، تمثل لمفوما تائية الخلايا الناضجة 8٪ من الحالات. ومن هذه الحالات، 2٪ هي لمفوما سلائف الخلايا التائية و 2٪ لمفوما جلدية تائية الخلايا.